# Life (chanson d'Inna Modja)
Pour les articles homonymes, voir Life (homonymie).
 (février 2012).
Si vous disposez d'ouvrages ou d'articles de référence ou si vous connaissez des sites web de qualité traitant du thème abordé ici, merci de compléter l'article en donnant les références utiles à sa vérifiabilité et en les liant à la section « Notes et références ».
Life est une chanson de la chanteuse Inna Modja. C'est une reprise de la chanson du groupe Des'ree.
La chanson est également disponible sur l'édition spécial de l'album Love Revolution sorti en novembre 2011.